# Albert Cortvriendt
Albert Cortvriendt (Brussel, 21 januari 1875 - ?,?) was een Belgisch kunstschilder.

## Levensloop
Zijn naam was voluit Louis-Marie-Albert Cortvriendt. Hij was omstreeks 1895-1897 leerling van de Academie voor Schone Kunsten in Brussel. 
In 1900 bouwde architect Léon Sneyers een woonhuis met atelier voor hem. Het gebouw in de Nancystraat, in art-nouveaustijl, werd in 1998 beschermd monument.
In 1904 nam Cortvriendt deel aan het toelatingsexamen voor de Prijs van Rome.
Alles wijst er op dat zijn kunstenaarscarrière om een of andere redenen van korte duur was.
Hij was goed bevriend met kunstschilder-studiegenoot Emile Bulcke.